# Пескотт, Эдвард Эдгар
Эдвард Эдгар Пескотт (англ. Edward Edgar Pescott, 11 декабря 1872 — 31 июля 1954) — австралийский ботаник, натуралист (естествоиспытатель), садовод и помолог.     

## Биография
Эдвард Эдгар Пескотт родился в городе Джелонг 11 декабря 1872 года. Он был самым младшим из десяти детей Томаса Трюика Пескотта и его жены Мэри Энн.
Пескотт получал образование в Chilwell State School до ноября 1888 года, когда он был назначен младшим учителем. В июне 1893 года он получил лицензию на преподавание музыки. В 1899 году он изучал науки в курсе сельского хозяйства.
Он был избран членом Лондонского Линнеевского общества в результате исследования, опубликованного в качестве переписи рода Акация в Австралии (1914). 
Пескотт был связан с многими естественно-научными организациями. Он был президентом Викторианского общества садоводства (1912—1917), а также был избран членом Королевского садоводческого общества. 
Эдвард Эдгар Пескотт умер 31 июля 1954 года. 

## Научная деятельность
Эдвард Эдгар Пескотт специализировался на семенных растениях.  

## Публикации
Помимо многочисленных сочинений для научных журналов, Эдвард Эдгар Пескотт написал следующие работы:
- Native Flowers of Victoria. 1914.
- The Dahlia in Australia. 1920.
- Bulb Growing in Australia. 1926.
- Gardening in Australia. 1926.
- Rose Growing in Australia. 1928.
- Wild Flowers of Australia. 1929.
- New Way Gardening. 1933.